# Ashley Naylor
Ashley Naylor (* 23. August 1960 in Leeds) ist ein ehemaliger englischer Squashspieler.

## Karriere
Ashley Naylor war in den 1980er-Jahren als Squashspieler aktiv und erreichte im März 1982 mit Rang 35 seine höchste Platzierung in der Weltrangliste. 
Mit der englischen Nationalmannschaft nahm er an mehreren Europameisterschaften teil. Er gewann mit ihr 1981, 1984 und 1985 den Titel. 1981 und 1983 stand er im Hauptfeld der Einzelweltmeisterschaft. Beide Male schied er in der ersten Runde aus.

## Erfolge
- Europameister mit der Mannschaft: 3 Titel (1981, 1984, 1985)